# Politisdat
Der sowjetische Verlag Politisdat (seit 1963 russisch Издательство политической литературы ЦК КПСС (Политиздат); deutsch Verlag für politische Literatur des ZK der KPdSU (Politisdat)) war ein sowjetischer Verlag, der von 1918 bis zu seiner Auflösung der Sowjetunion im Jahr 1991 existierte und u. a. Schriften herausgab, die sich mit der Parteigeschichte der KPdSU beschäftigten.